# Parafia św. Stanisława Biskupa i Męczennika w Pobikrach
Parafia pw. św. Stanisława Biskupa i Męczennika w Pobikrach – rzymskokatolicka parafia, należąca do dekanatu Ciechanowiec, diecezji drohiczyńskiej, metropolii białostockiej. Została założona w 1504 roku, a erygowana 8 maja 1514 roku. Siedziba parafii mieści się w Pobikrach. 
Proboszczem parafii jest ks. dr Grzegorz Jabłoński.

## Obszar parafii

### Miejscowości i ulice
W granicach parafii znajdują się miejscowości:

- Czaje-Bagno,
- Krynki-Białokunki,
- Krynki Borowe,
- Krynki-Jarki,
- Pobikry, Skórzec,
- Stare Sypnie,
- Sypnie Nowe,
- Żery Bystre,
- Żery-Czubiki,
- Żery-Pilaki.

## Historia

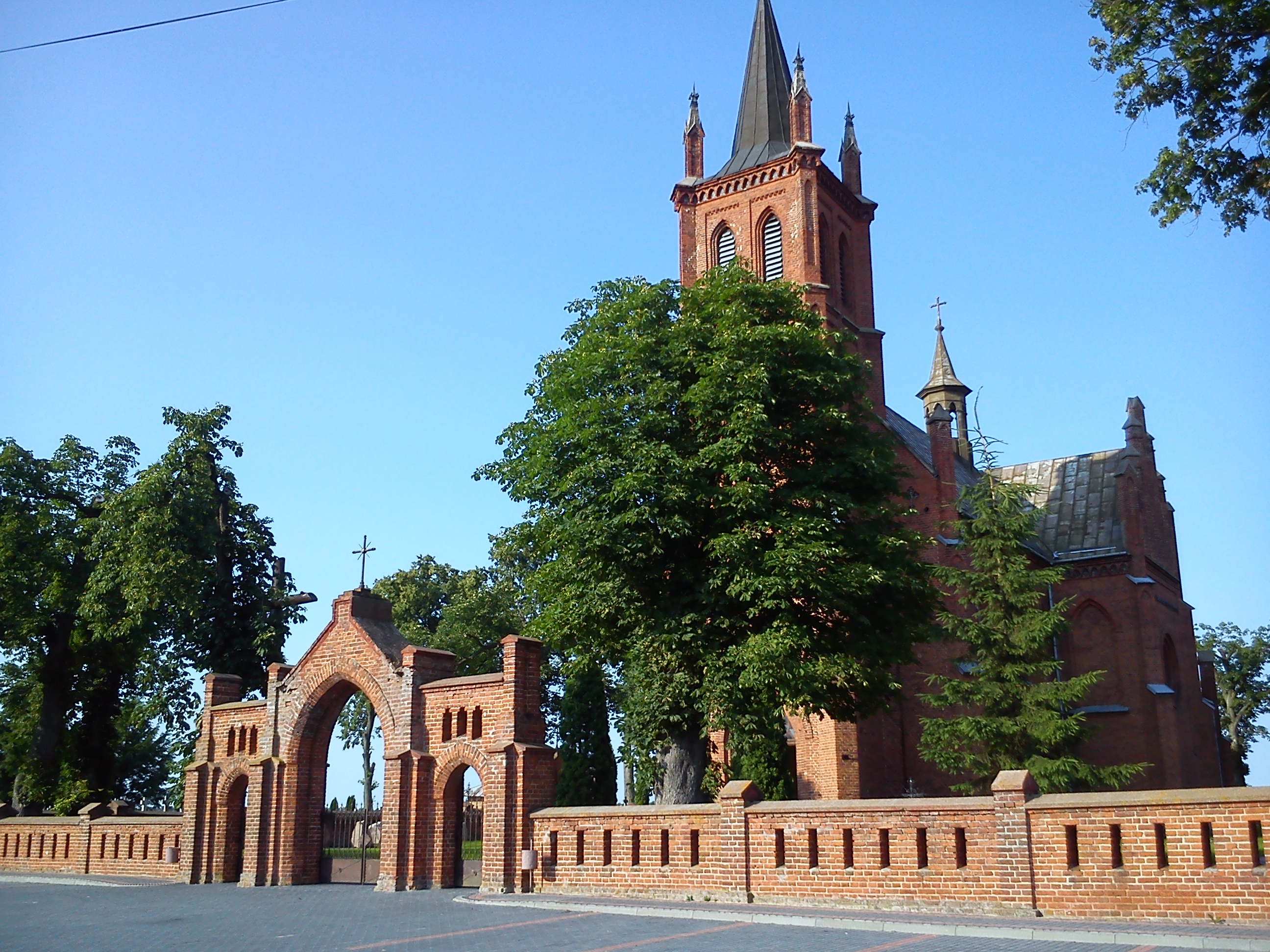
Pobikry – kościół pw. św. Stanisława BM (widok ogólny)

Parafia powstała w 1504 r.